# Новое единство
«Новое единство» (латыш. Jaunā Vienotība) — латвийское правящее правоцентристское партийное объединение. В него входят партия «Единство» и региональные партии. Лидер — Кришьянис Кариньш. Член Европейской народной партии.

## История
Создано перед парламентскими выборами 2018 года. В объединение вошли партия «Единство» и региональные партии «Тукумскому городу и краю» (основатель и лидер — Юрис Шульц), «Кулдигскому краю» (основатель и лидер — Инга Берзиня), «Для Валмиеры и Видземе» (основатель и лидер — Янис Байкс). Объединение выдвинуло кандидатом на должность премьер-министра депутата Европейского парламента Кришьяниса Кариньша.
К объединению присоединилась Екабпилсская региональная партия (основатель и лидер — Леонид Салцевич) и Латгальская партия (лидер — Янис Лачплесис).
По результатам выборов 2018 года «Новое единство» преодолело пятипроцентный барьер, получив 6,69 % голосов и получило 8 из 100 депутатских мандатов.
7 ноября 2018 года президент Латвии Раймондс Вейонис поручил Янису Бордансу (Новая консервативная партия) сформировать правительство. Однако Бордансу не удалось сформировать коалицию. 26 ноября президент Латвии поручил Алдису Гобземсу («Кому принадлежит страна?», KPV LV) сформировать правительство. Однако Гобземсу не удалось сформировать коалицию. 7 января 2019 года президент Латвии поручил Кришьянису Кариньшу сформировать правительство. Сейм Латвии утвердил правительство 23 января. В коалицию вошли «Новое единство», Новая консервативная партия, «Развитие/За!», «Кому принадлежит страна?» (KPV LV) и «Национальное объединение».
По результатам выборов в Европейский парламент 25 мая 2019 года «Новое единство» получило 2 депутатских мандата. Депутатами стали Инесе Вайдере и Сандра Калниете. «Новое единство» также получило портфель европейского комиссара, который достался Валдису Домбровскису, в комиссии, возглавляемой Урсулой фон дер Ляйен. 22 августа 2022 года в «Новое единство» вступила депутат Европейского парламента Даце Мелбарде.
По результатам выборов в Рижскую думу 29 августа 2020 года «Новое единство» получило 10 депутатских мандатов.
По результатам парламентских выборов 1 октября 2022 года «Новое единство» получило 18,97 % голосов и 26 депутатских мандатов.
14 декабря 2022 года Сейм Латвии утвердил второе правительство под руководством премьер-министра Кришьяниса Кариньша. В коалицию вошли «Новое единство», «Национальное объединение» и «Объединённый список» (объединение, в которое входят Латвийская зелёная партия, «Объединение регионов Латвии» и Лиепайская партия).
11 мая 2023 года «Новое единство» официально выдвинуло на пост президента министра иностранных дел Эдгара Ринкевича. В третьем туре голосования в Сейме Латвии 31 мая Ринкевич избран президентом, получив 52 голоса депутатов. Его конкурентом был Улдис Пиленс от «Объединённого списка», получивший 25 голосов.
Избрание президента привело к распаду правящей коалиции. 14 августа 2023 года Кариньш объявил об уходе в отставку. 16 августа на общем собрании «Нового единства» и на заседании думы «Единства» принято решение выдвинуть кандидатуру Эвики Силини на пост премьер-министра. 24 августа президент Латвии Эдгар Ринкевич («Единство») официально предложил Эвике Силине сформировать новое правительство. 15 сентября Сейм Латвии утвердил коалиционное правительство под руководством премьер-министра Эвики Силини. В коалицию вошли «Новое единство», «Союз зелёных и крестьян» и левоцентристская партия «Прогрессивные».

## Скандал с конвертами
Бывший руководитель партофиса Н.  Олеандс, депутат самоуправления Марупе, обвинил/сообщил о выплате зарплат в офисе с 2017 года в конвертах/без уплаты налогов. Партия начала отрицать, Олеандер исключен из партии/за дискредитацию, замешаны А. Ашеранденс/ныне министр финансов в правительстве Силини и А. Кампарс/бывший ген. секретарь. Политолог Раевский говорит это плохо для всей партии и лично Кариньша, что не реагировал на скандал ранее. Оппозиция потребовала отставку Ашераденса в Сейме.

### Реакция президента
Ринкевич, бывший член НЕ отреагировал на скандал, что это серьёзные обвинения, которые надо расследовать